# Vékonyréteg-leválasztás
A mikro- és nanotechnológiában vékonyréteg-leválasztásnak azt a folyamatot nevezik, amikor fizikai vagy kémiai reakció segítségével egy anyag (hordozó) felületén vékonyréteg épülését idézik elő. A réteg épülése tipikusan néhányszor tíz-száz nanométeres mérettartományon kontrollálható, de molekulasugaras epitaxiával például atomi rétegek is leválaszthatók.
Az eljárást többek között optikai elemek gyártásakor (például reflexiós, vagy antireflexiós rétegek, dielektrikumtükrök kialakítására), elektronikában és félvezetőiparban (az integrált áramkörök egymáson kialakított vezető, félvezető és szigetelő rétegekből állnak), csomagolástechnikában (például alumíniumbevonatos PET fólia) alkalmazzák.
A rétegleválasztási eljárások két alapvető kategóriába sorolhatók. A vékonyréteg létrejöttét meghatározó folyamat szerint megkülönböztetnek kémiai és fizikai elvű rétegleválasztásokat.

## Mechanizmusa
A rétegek növekedését megszabják a felületi energiaviszonyok, azaz hogy a hordozó felülete és a kapcsolódó új atomok (adatom) között milyen a kölcsönhatás, illetve miként hatnak kölcsön egymással a leválasztott réteg atomjai. Eszerint három jellemző alapesetet különböztetnek meg:
- Frank–van der Merwe-folyamat,[3][4][5] azaz rétegenkénti növekedés. Ebben az esetben az adatom-felület kölcsönhatás és az adatom-adatom kölcsönhatás kiegyensúlyozza egymást. Szükséges hozzá a rácsilleszkedés, melyen ideális rétegnövekedés lehetséges.
- Stranski–Krastanov-folyamat,[6] azaz összenövő szigetekben növekedés. Ez akkor jellemző növekedési mód, ha az adatom-felület kölcsönhatások dominálnak.
- Volmer–Weber-folyamat,[7] azaz izolált szigetek növekedése. Ekkor a réteg atomjai közötti kölcsönhatások dominálnak, így az atomok "cseppekbe", "szigetekbe" rendeződnek.

Rétegépülési módok
Frank–van der Merwe-folyamat
Stranski–Krastanow-folyamat
Volmer–Weber-folyamat

## Típusai

### Kémiai rétegleválasztás
Ebben az esetben egy folyékony vagy gáz prekurzor kémiai reakciója során alakul ki a szilárd réteg a mintadarab felületén. Hétköznapi példa a kémiai rétegnövekedésre, amikor egy szilárd testet lángba tartva az bekormozódik. Mivel a hordozóanyag minden oldalról körbeveszi a mintadarabot, így a rétegépülés is minden oldalról, és rendszerint irányfüggetlenül történik.
A kémiai rétegleválasztás eljárásai az alábbi kategóriákba sorolhatók a prekurzor jellege és a megvalósítás szerint:
- Fémes bevonat képzése (plating) folyadékfázisból történik, mely gyakran a leválasztandó fém sójának oldata. Egyes eljárások pusztán a kémiai reakción alapulnak (például nemesfémek leválasztásakor), de igen gyakori, hogy a reakciót elektrolízis segíti, például a galvanizálás esetén.
- Kémiai leválasztás oldatból (Chemical solution deposition CSD, illetve sol-gel módszer): gyakran fémorganikus anyag szerves oldatából álló folyadék prekurzor alkalmazásával történik. Egyszerű és olcsó leválasztási mód, segítségével sztöchiometrikus összetételű kristályos rétegek hozhatók létre.[8]

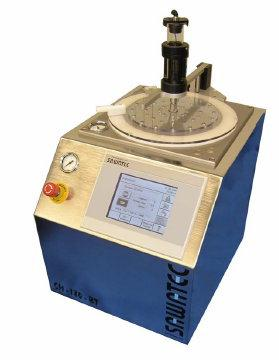
Egy spin-coater berendezés

- Forgatva bevonás (spin coating) során a hordozót egy célberendezésben egy forgó tárcsán rögzítik, a prekurzor folyadék vagy sol-gel anyag lehet. A mintadarab nagy fordulatszámú forgatása közben cseppentik le a prekurzort a minta felületére. A forgatási sebesség és a folyadék viszkozitása szabja meg a kialakuló réteg vastagságát. A forgatás segít elkerülni a száradási foltok kialakulását és elősegíti az oldószer párolgását is. Szükség esetén többszöri cseppentéssel vastagabb réteg is kialakítható. A forgatásos bevonást gyakran kíséri hőkezelés is, mely a bevonat kristályosítására szolgálhat. A módszer sokféle hordozó és prekurzor esetén alkalmazható, például spin-coaterrel lehet fotoreziszt bevonatot készíteni elektron- és fotolitográfiás eljárásokhoz,[8][9][10] illetve nanotechnológiai eljárásokban és vizsgálatokban is alkalmazható például oldószerben diszpergált (eloszlatott) nanoszerkezetek felületen való megtapasztásához.[11]
- Kémiai gőzfázisú leválasztás (chemical vapor deposition, CVD) során gáz halmazállapotú a prekurzor, gyakran a leválasztandó elem halogenidjeit és hidridjeit alkalmazzák. Fémorganikus CVD (MOCVD) esetén a prekurzor maga fémorganikus gáz.[12]
- Plazmával segített CVD (PECVD) a CVD egy speciális esete, mely során ionizált gázt, azaz plazmát alkalmaznak. A plazmát általában rádiófrekvenciás vagy mikrohullámú elektromágneses térrel gerjesztik.[12]
- Az atomi rétegleválasztást (Atomic Layer Deposition, ALD) atomi rétegenkénti, irányfüggetlen rétegépítésre lehet alkalmazni. A tipikus ALD-folyamat két lépésből álló ciklusokban történik, amikor is minden ciklus alatt egy atomi réteg épül a hordozón. Az első lépés során az egyik reagens kiül a mintadarab felületén. A réteget kialakító reakció ekkor még nem megy végbe, mivel csak az egyik reagens van jelen, ez lehetőséget ad a mintadarab teljes lefedésére. A második lépésben bevezetik a második reagenst, mely reakcióba lép a minta felületén az elsővel, reakciójuk eredménye pedig az egyatomos rétek kialakulása. E két lépés ismétlésével többatomos rétegek is építhetők. Az ALD folyamat jóval lassabb a tipikus CVD-nél, de alacsony hőmérsékleten is alkalmazható és jobban kontrollált szerkezetű vékonyréteget eredményez.[13]

### Fizikai rétegleválasztás
A fizikai leválasztási eljárások lefolyását általában mechanikai, elektromechanikai, termodinamikai törvényszerűségek szabják meg. A hétköznapokban ilyen folyamat a dér képződése.
A fizikai leválasztás mechanizmusa általában az alábbiak szerint történik. Szükség van egy részecskeforrásra, egy közegre, melyben ezek a részecskék a minta felé terjedhetnek, illetve magára a mintadarabra, melyen a vékonyréteg kialakul. A részecskék áramát úgy segítik elő, hogy a rétegleválasztás vákuumkamrában zajlik. A részecskeforrást sok esetben céltárgynak, vagy targetnek nevezik. Mivel a részecskenyaláb irányított, ezért ezek az eljárások jellemzően irányfüggő rétegépülést eredményeznek.
A fizikai rétegleválasztás leggyakoribb megvalósításai:
- A termikus párologtatás során elektromos ellenálláson átfolyó áram következtében felszabaduló Joule-hővel fűtik a céltárgyat. Az megolvad, az olvadékból részecskék lépnek ki. A kilépés ütemét az adott anyag egyensúlyi parciális gőznyomása szabályozza (természetesen a céltárgy gőznyomásának jóval nagyobbnak kell lennie, mint a melegítő mechanikus alkatrészek anyagainak, nehogy az abból származó atomok elszennyezzék a forrást). A művelet nagyvákuumban zajlik, egyrészt hogy elkerüljék a target részecskéinek szóródását és reakcióját más atomokkal, másrészt a szennyezés csökkentése végett. Ennek az eljárásnak egy igen kifinomult módszere a molekulasugaras epitaxia. 
  - Az elektronsugaras párologtatást (EBPVD) alacsonyabb egyensúlyi gőznyomású anyagok leválasztásakor alkalmazzák. Ekkor egy nagyenergiás elektronnyalábot[m 3] irányítanak a targetre, mely kis területen megolvad. Az elektronnyaláb mágneses elhajlításával olyan elrendezés alakítható ki, melyben az elektronforrás nem akadályozza a párologtatott target részecskenyalábjának a mintára jutását. A rétegleválasztási sebesség tipikusan 1-10 nanométer másodpercenként.
  - A molekulasugaras epitaxia (MBE) egy hasonló elvű, de kifinomultabb eljárás, mely során gyenge részecskenyalábot lehet a mintadarabra irányítani. A részecskeforrás ez esetben lehet fizikai elvű Knudsen-cella, vagy kémiai forrás (kémiai nyaláb epitaxia, CBE). Az MBE eljárásban gyakorlatilag atomi rétegenként építhető a vékonyréteg, több forrás alkalmazásával pedig finoman szabályozható az összetétel. Például gallium és arzén egymást követő ismételt leválasztásával gallium-arzenid réteg kialakítása lehetséges.[14][15][16]Vákuumpárologtató PVD-berendezés

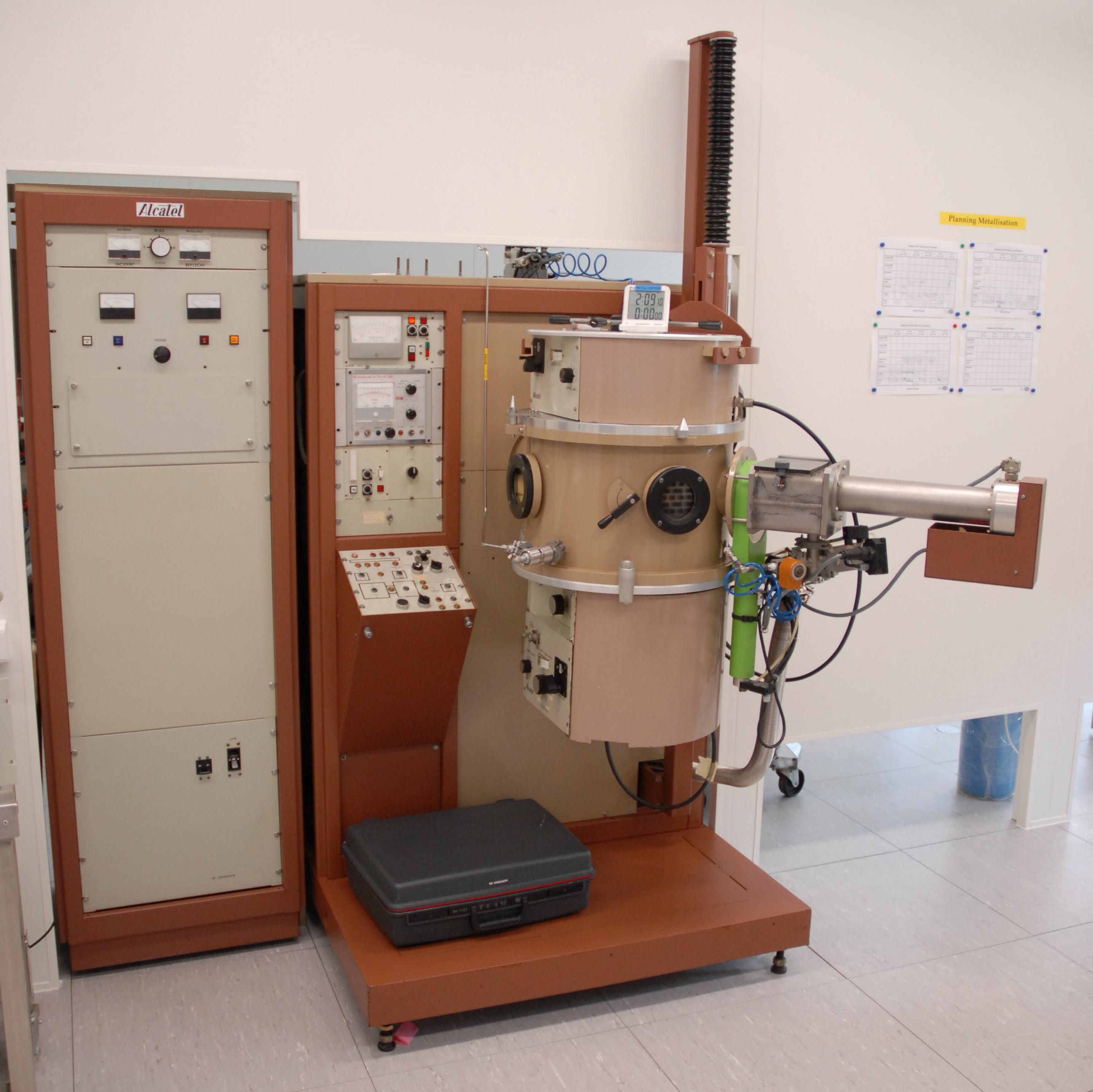
Vákuumpárologtató PVD-berendezés

- A vákuumporlasztásnál (physical vapor deposition, PVD) a forrásból nem termikus hatásra lépnek ki a részecskék: plazmát hoznak létre, melynek energiájú részecskéi a targetbe ütközve atomokat ütnek ki abból. Mivel nem termikus párolgásról van szó, ez a folyamat alacsonyabb hőmérsékleten is végbemehet. A párologtatással szemben fontos előnye a porlasztásnak, hogy vegyületeken és keverékeken is alkalmazható, ugyanis ezek párolgásakor az anyagok különböző gőznyomása miatt a komponensek aránya eltérhet, míg a porlasztás megőrzi a komponensek arányát. Sok alkalmazása van, például az optikai adattárolók (CD, DVD, BD) gyártásakor. A félvezetőiparban is alkalmazzák, például a kijelzőgyártásnál. Itt a termelékenység növelése érdekében igen nagy rétegleválasztó vákuumkamrákra van szükség:[17][18] 2012 utáni évektől kezdve a nagyobb TFT-kijelző gyárak már 2200×2500 mm méretű (8,5-ös generációjú[m 4]) üvegpaneleken végeznek vákuumporlasztásos rétegleválasztást.[19][20][21]
- Impulzuslézeres rétegleválasztás (Pulsed Laser Deposition, PLD) során fókuszált lézerimpulzusokkal porlasztják a tartgetet, a kiporlasztott részecskék egy plazma csóvába állnak, mely gyakran gáz halmazállapotúvá válik, mire a hordozóra jut.[22]
- A katódsugaras leválasztás (arc-PVD) az ionsugaras leválasztás egy típusa, mely során ívkisüléssel porlasztanak ki anyagot a katód targetből. A kisülés nagy teljesítménysűrűsége következtében többszörösen ionizált atomok, semleges atomok és kisebb-nagyobb szemcsék hagyják el a targetet. Ha porlasztási folyamat közben reagens gázt juttatnak a gáztérbe, az reagál az ionnyalábbal, disszociáció, ionizáció és gerjesztés léphet fel. A reakciók termékei lerakódnak a mintadarabon, kialakítva a vékonyréteget.

## Tudományos szakfolyóiratok
A felületmódosítás és a vékonyréteg-leválasztás számos nemzetközi szakfolyóirat elsődleges tárgyát képezi, például az alábbiakét:
- Applied Physics A - Solids & Surfaces
- Applied Surface Science
- Chemical Vapor Deposition
- Surface and Coatings Technology
- Surface and Interface Analysis
- Surface Engineering
- Thin Solid Films

### Tananyagok, ismeretterjesztő weblapok
- Vékonyréteg leválasztás - Fizipedia. fizipedia.bme.hu. [2018. április 28-i dátummal az eredetiből archiválva]. (Hozzáférés: 2018. április 25.)
- Szepes László: X. Kémiai gőzfázisú rétegleválasztás (CVD). Króm-karbid keménybevonat előállítása. ELTE TTK Kémiai Intézet. (Hozzáférés: 2018. április 26.)
- Konczos Géza: 6. fejezet, Felületmódosítás. Korszerű anyagok, korszerű technológiák. MTA Wigner FK SZFI. [2015. augusztus 7-i dátummal az eredetiből archiválva]. (Hozzáférés: 2018. április 27.)
- Korszerű anyagok és technológiák (előadás III. éves BME mérnök-fizikus hallgatók részére). www.szfki.hu. [2013. június 6-i dátummal az eredetiből archiválva]. (Hozzáférés: 2018. április 25.)
- Kémiai gőzfázisú leválasztás (CVD) | Bevezetés (magyar nyelven). titan.physx.u-szeged.hu. (Hozzáférés: 2018. április 26.)
- Szerszám bevonatolási eljárások: PVD és CVD | CNC (hu-HU nyelven). www.cnc.hu. (Hozzáférés: 2018. április 26.)

### Szakkönyvek
- M. Birkholz, with contributions by P.F. Fewster and C. Genzel. Thin Film Analysis by X-Ray Scattering. Weinheim: Wiley-VCH (2005). ISBN 978-3-527-31052-4 Table of contents
- M. Ohring. Materials Science of Thin Films, 2nd, Boston: Academic Press (2001). ISBN 9780125249751
- K. Seshan, ed.. Handbook of Thin Film Deposition, 3rd, Amsterdam: Elsevier (2012). ISBN 978-1-4377-7873-1
- D.M. Mattox. The Foundations of Vacuum Coating Technology. Norwich: Noyes / William Andrew Publishing (2003). ISBN 0-8155-1495-6
- Giber János és szerzőtársai: Szilárdtestek felületfizikája. Budapest: Műszaki Könyvkiadó. 1987.  ISBN 9789631071115
- Bertóti Imre; Tóth András: A felületmódosítás korszerű módszerei. Műszaki felülettudomány és orvosbiológiai alkalmazásai. B+V (Medical & Technical) Lap- és Könyvkiadó Kft, 2003. [2018. április 28-i dátummal az eredetiből archiválva]. (Hozzáférés: 2018. április 26.)